# Swissporarena
Swissporarena – stadion piłkarski w Lucernie, w Szwajcarii. Został otwarty w 2011 roku i stanął w miejscu wyburzonego wcześniej stadionu Allmend. Obiekt może pomieścić 17 500 widzów, z czego 3000 mieści sektor z miejscami stojącymi (podczas spotkań międzynarodowych na sektorze umieszczane są krzesełka, w związku z czym pojemność spada o 1000 miejsc). Wszystkie trybuny są zadaszone. Arena wyposażona jest m.in. w loże dla VIP-ów, sztuczne oświetlenie oraz dwa telebimy. Swoje spotkania na stadionie rozgrywa drużyna FC Luzern.